# Proton S70

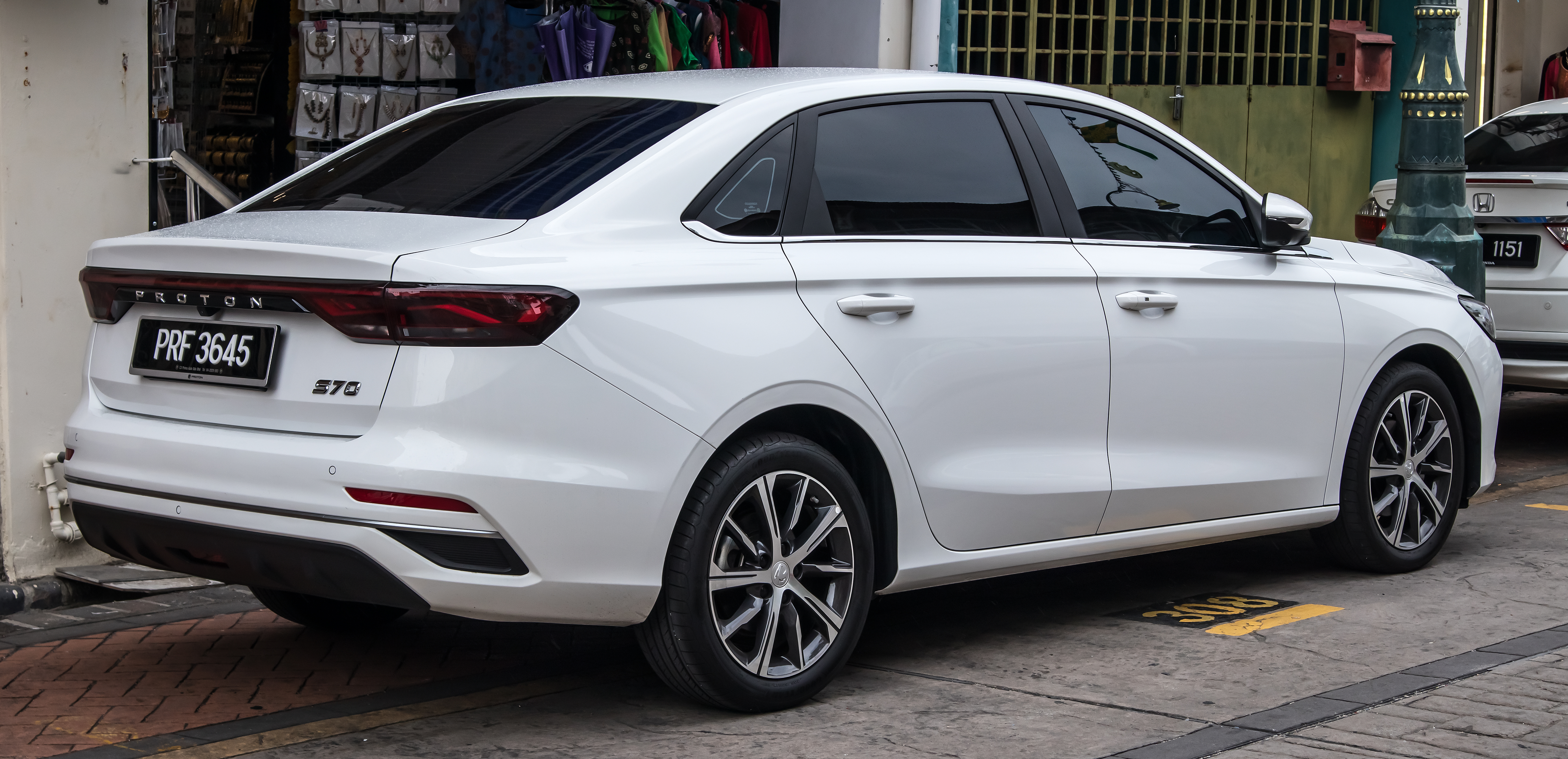
Heckansicht

Der Proton S70 ist eine viertürige Kompaktlimousine des malaysischen Automobilherstellers Proton. Das Modell wurde im November 2023 vorgestellt und basiert auf der vierten Generation des Geely Emgrand. Es ist das erste C-Segment-Modell von Proton seit dem Produktionsende des Proton Inspira im Jahr 2015 und entstand im Rahmen der Kooperation mit dem chinesischen Automobilkonzern Geely, der seit 2017 Anteilseigner von Proton ist.

## Modellgeschichte
Die Vorstellung des Proton S70 erfolgte am 28. November 2023. Die Markteinführung in Malaysia begann Ende 2023. Der S70 ist das erste Modell von Proton, das auf der von Geely entwickelten B-Segment Modular Architecture (BMA) basiert. Produziert wird das Fahrzeug im Proton-Werk in Tanjung Malim im Bundesstaat Perak.

## Technik

### Plattform und Fahrwerk
Der Proton S70 basiert auf der von Geely entwickelten „B-Segment Modular Architecture“ (BMA). Diese Plattform ermöglicht eine modulare Konstruktion und wurde für Fahrzeuge der Kompaktklasse konzipiert. Sie kommt unter anderem auch beim Geely Emgrand zum Einsatz. Die Karosserie des S70 zeichnet sich durch eine verwindungssteife Struktur aus und wurde auf eine verbesserte passive Sicherheit sowie eine Reduktion von NVH-Werten (Noise, Vibration, Harshness) ausgelegt.
Das Fahrwerk des Proton S70 besteht vorne aus einer MacPherson-Federbeinachse und hinten aus einer Torsionslenkerachse.

### Antrieb und Motorisierung
Angetrieben wird der Proton S70 von einem 1,5-Liter-Dreizylinder-Turbobenzinmotor. Der Motor wurde ursprünglich von Geely entwickelt und kommt auch in anderen Modellen des Konzerns – nicht jedoch im Geely Emgrand – zum Einsatz. Er leistet 110 kW (150 PS).
Die Kraftübertragung erfolgt über ein 7-Gang-Doppelkupplungsgetriebe, das ebenfalls von Geely stammt. Es handelt sich um ein nasslaufendes Doppelkupplungsgetriebe, der Antrieb erfolgt über die Vorderräder.
Ein Start-Stopp-System zur Kraftstoffersparnis im Stadtverkehr ist in den höherwertigen Ausstattungsvarianten vorhanden. Die offizielle Werksangabe für den kombinierten Kraftstoffverbrauch liegt bei etwa 6,5 Litern auf 100 Kilometer.

### Abmessungen und Karosserie
Der Proton S70 misst 4.602 mm in der Länge, 1.809 mm in der Breite und 1.466 mm in der Höhe. Der Radstand beträgt 2.627 mm. Das Kofferraumvolumen liegt bei rund 500 Liter.
Der Luftwiderstandsbeiwert (cw) beträgt 0,27, was für ein Fahrzeug dieser Klasse als aerodynamisch effizient gilt.

### Elektronik und Assistenzsysteme
Je nach Ausstattung bietet der S70 zahlreiche Fahrerassistenzsysteme (ADAS), die insbesondere in den Varianten Flagship und Flagship X umfangreich ausfallen. Dazu zählen unter anderem:
- Autonomer Notbremsassistent (AEB)
- Adaptiver Tempomat (ACC) mit Stop-&-Go-Funktion
- Spurhalteassistent (LKA) und Spurzentrierung (LCC)
- Totwinkelwarner (BSM)
- Verkehrszeichenerkennung (TSR)
- 360-Grad-Kamera mit 3D-Ansicht
- Müdigkeitserkennungssystem
- Intelligente Fernlichtautomatik (IHBC)

Alle Ausstattungsvarianten verfügen serienmäßig über ein elektronisches Stabilitätsprogramm (ESC), Traktionskontrolle, Bremsassistent, Berganfahrhilfe und sechs Airbags.

## Ausstattung
Der Proton S70 wird in vier Ausstattungslinien angeboten: Executive, Premium, Flagship und Flagship X. Je nach Variante sind unter anderem ein 12,3-Zoll-Touchscreen, ein digitales Kombiinstrument, ein schlüsselloses Zugangssystem, elektrische Vordersitze sowie ein elektrisches Schiebedach verfügbar.

## Sicherheit
Im Oktober 2023 wurde der S70 von ASEAN NCAP mit fünf von fünf Sternen bewertet. Zur serienmäßigen Sicherheitsausstattung gehören sechs Airbags, eine Rückfahrkamera sowie Assistenzsysteme wie Spurhalteassistent, Spurverlassenswarnung, autonomer Notbremsassistent und adaptiver Tempomat.

## Verkaufszahlen
Im Jahr 2023 wurden in Malaysia 105 Einheiten des Proton S70 verkauft. Im Jahr 2024 stiegen die Verkaufszahlen auf 19.182 Fahrzeuge.